# Peter Jakovljevič Anučkin
Peter Jakovljevič Anučkin (rusko Пeтр Яковлевич Анучкин), sovjetski (ruski) častnik in heroj Sovjetske zveze, * 23. december 1920, Belogornoje (Saratov), † 23. junij 1969, Jejsk (Krasnodar).

## Življenjepis
Po končani osnovni šoli je končal še agrokulturno tehniško šolo.
Leta 1941 je bil vpoklican v Rdečo armado; končal je orenburško vojaško šolo protiletalske artilerije. Sodeloval je v bitki pri Kursku, zavzemanju Ukrajine, Moldavije, Poljske in Nemčije.
Po vojni je ostal v Rdeči armadi.

## Odlikovanja
- heroj Sovjetske zveze: 10. april 1945 (№ 7407)
- red Lenina: 10. april 1945
- red domovinske vojne II. razreda: 1944
- 2x red rdeče zvezde: 1943 in 1956